# モーゼス・コッツワース
モーゼス・コッツワース(英語：Moses Bruine Cotsworth 1859年12月3日 - 1943年6月4日)はイギリス・カナダの経営コンサルタント、改暦提案者・研究家である。
1859年12月3日、イギリス・イースト・ライディング・オブ・ヨークシャーのウィリトフトにて生まれた。彼は自身の分析能力の高さを生かし、様々な職場でキャリアを積んでいった。ノースイースタン鉄道会社での勤務経験を基に、鉄道会社の評価に関する本を出版した。1907年には、カナダ・ブリティッシュコロンビア州の政府官庁を再編する委員会の会長に選ばれた。
彼は鉄道会社で働いていた時から、改暦に関して興味を持ち始め、毎月きっかり7日の週で割り切られていない事実によって、毎月の日数計算がより分かりにくい物になっている事を突き止めた。そして、今日では国際固定暦として知られている独自の暦を提案した。1922年には、国際固定暦連盟(The International Fixed Calendar League; IFCL)を設立した。
彼は、英国勅許会計士、王立統計学会、ロンドン地質学会の特別会員でもあった。
1943年6月4日にバンクーバーで死去（83歳没）。